# 七人の侍
『七人の侍』（しちにんのさむらい）は、1954年に公開された日本の時代劇映画である。監督は黒澤明、主演は三船敏郎と志村喬。モノクロ、スタンダードサイズ、207分。日本の戦国時代の天正年間（劇中の台詞によると1586年）を舞台とし、野武士の略奪に悩む百姓に雇われた7人の侍が、身分差による軋轢を乗り越えながら協力して野武士の襲撃から村を守るという物語である。
当時の通常作品の7倍に匹敵する製作費を投じ、1年近い撮影期間をかけて作られ、興行的にも大きな成功を収めた。複数カメラや望遠レンズの効果的使用、緻密な編集技法などを駆使して、クライマックスの豪雨の決戦シーンなどのダイナミックなアクションシーンを生み出した。アメリカの西部劇（特に黒澤が敬愛するジョン・フォード）の手法を取り入れ、綿密な脚本と時代考証により、旧来のアクション映画と時代劇にはないリアリズムを確立した。
本作は世界で最も有名な日本映画のひとつである。1954年の第15回ヴェネツィア国際映画祭では銀獅子賞を受賞した。国内外の多くの映画監督や作品に大きな影響を与えており、1960年にアメリカで西部劇『荒野の七人』としてリメイクされた。最高の映画のリストに何度も選出されており、2018年にBBCが発表した「史上最高の外国語映画ベスト100」では1位に選ばれた。外国語映画基準を超えてハリウッドを含む歴史上、すべての映画の中で最高の映画100選で7位に選ばれた。スティーヴン・ジェイ・シュナイダーの『死ぬまでに観たい映画1001本』にも掲載されている。また、Rotten Tomatoesの支持率100%の映画のうちの１つでもある。

## あらすじ
前半部と後半部の間に5分間のインターミッション（途中休憩）を含む上映形式。前半部では主に侍集めと戦の準備が、後半部では野武士との本格的な決戦が描かれるが、「侍集め」、「戦闘の準備（侍と百姓の交流）」、「野武士との戦い」が時間的にほぼ均等であり、3部構成とする見方も可能。

### 前編

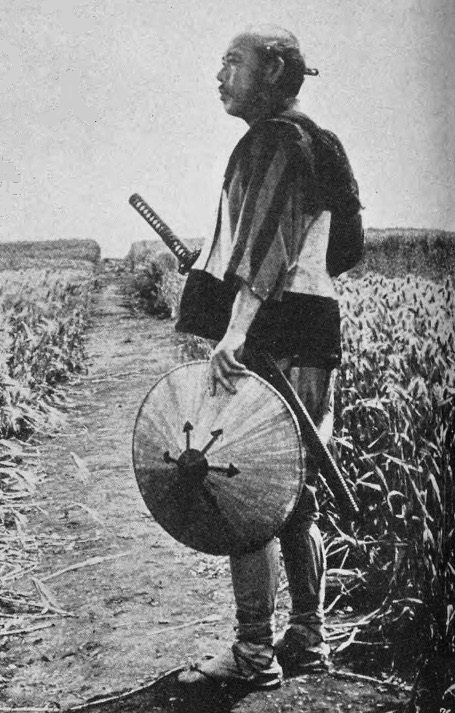
志村喬

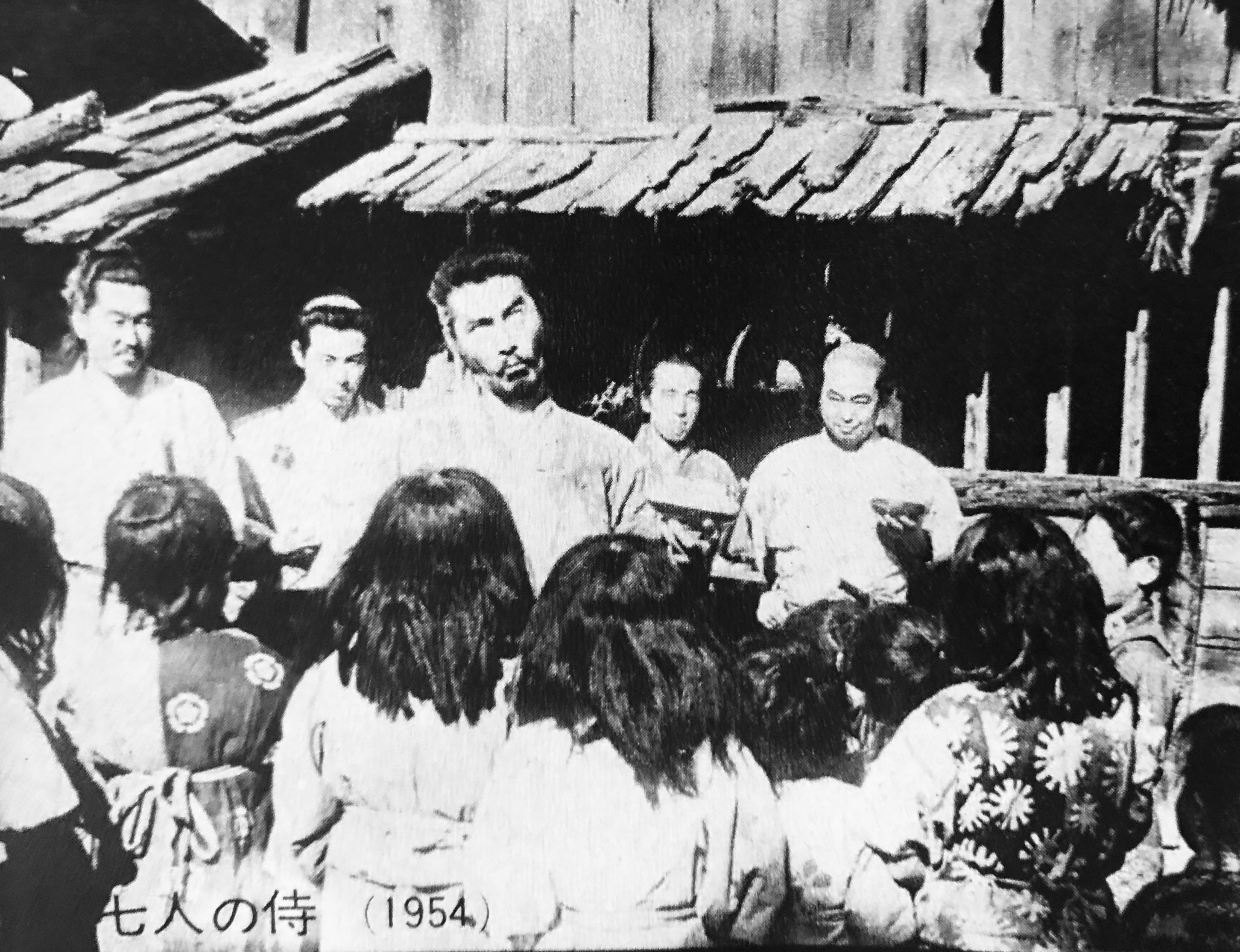
千秋実、木村功、三船敏郎、宮口精二、加東大介

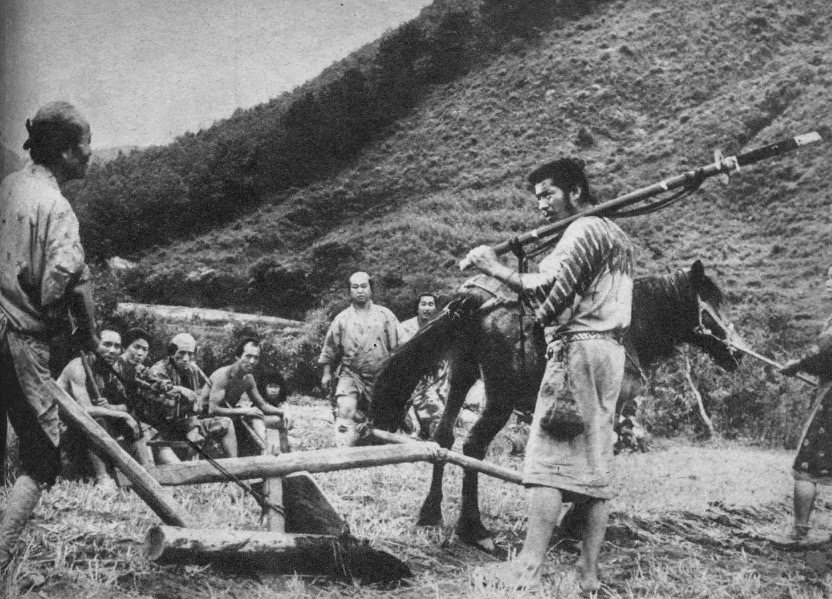
侍（三船敏郎、加東大介、千秋実）と村人ら

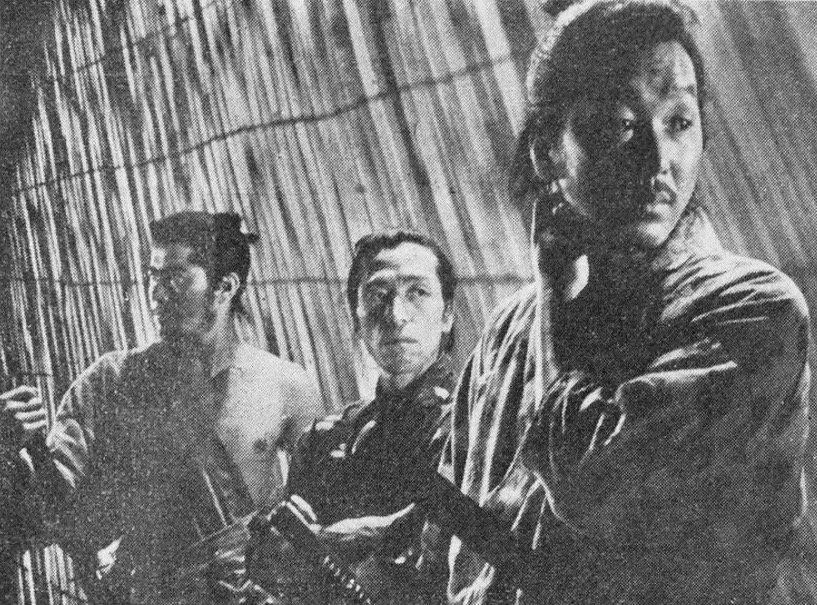
三船敏郎、宮口精二、千秋実

戦国時代末期のとある山間の農村。村人たちは、野武士（百姓たちは「野伏せり」と呼ぶ）たちに収穫を奪われる生活を余儀なくされていた。春、山中で野武士達の会話を盗み聞いた者の話から、間近に迫った麦の刈り入れが終わった頃に四十騎の野武士達が村を襲おうとしていることが判明する。これまでの経験から代官は頼りにならず、広場に集まった村人たちは泣くばかりだったが、若い百姓の利吉が野武士と戦うことを主張する。村人たちは怖気づいて反対するが、長老の儀作は侍を雇って戦火を免れた村を見た昔の記憶から、「食い詰めて腹を空かせた侍」を雇って戦うことを提案する。
宿場町に出た利吉・茂助・万造・与平の四人は木賃宿に滞在しながら、白米を腹いっぱい食わせることを条件として侍らに声をかけるが、ことごとく断られ、宿では荒くれ者の人足たちに馬鹿にされている。そんな中、近隣の家に盗賊が押し入り、子供を人質にとって立てこもる事件が発生する。周囲の者が手をこまねく中、通りかかった初老の侍が僧に扮して近づき、握飯を与えて盗賊を安心させ、隙を見て斬り殺す。侍は勘兵衛と名乗る浪人だった。これはと見込んだ村人四人が勘兵衛のあとをついていくと、勘兵衛に惚れ込んだ若侍の勝四郎が弟子入りを志願する。また、やはり勘兵衛の活躍を見ていた浪人風の男も勘兵衛につきまとう。村人たちは勘兵衛を宿に招き入れ、村に来てくれるよう頼むが、勘兵衛は真摯に話を聴いてくれたものの、四十騎もの野武士を相手にするには侍が七人は必要だろうと伝え、一旦は断る。しかし絶望した村人たちが泣く中、同宿の人足たちが、百姓の苦衷を分かっていながら行動しない勘兵衛をなじる。勘兵衛は翻意して依頼を引き受けることを決意する。
勘兵衛は通りすがりの侍五郎兵衛を、剣の腕を試した上で仲間に引き入れる。また、過去に何度も同じ戦場で働き、共に生き延びてきた七郎次と偶然再会し、また一緒に戦わないかと声をかけると七郎次は子細を尋ねることもなく同意する。一方五郎兵衛は茶店の裏で茶代がわりに薪を割っていた平八を誘い入れる。更に、街なかの果たしあいで剣術の腕を披露した久蔵も仲間に加わる。まだ若い勝四郎も行動を共にすることを許され、これで六人となった侍たちはもう一人をあきらめ、翌日出立しようと決める。そこに、勘兵衛につきまとっていた男が泥酔して現れる。男は持っていた家系図を見せ、自分は菊千代という侍だと主張するが、その家系図はどこかから盗んできたものであった。勘兵衛らは菊千代と呼ばれるようになったこの男を相手にしないまま村に向かうが、菊千代は勝手について来る。
一方、村では万造が、村に来る侍に娘の志乃が陵辱されることを恐れ、志乃の髪を切って男装させようとする。やがて侍たちが村に着くが村人たちは怯えて家から出てこない。困惑する侍たちがとりあえず儀作と話し合っていると、危急を知らせる板木を打つ音が鳴り響き、野武士が襲ってきたと思った村人たちは一斉に家を飛び出し、侍に助けを求める。しかしこの板木は菊千代が打ち鳴らしたものであった。侍たちと村人たちとの顔合わせを成立させたことで、菊千代は七人目の侍として認められる。
勘兵衛たちは村の周囲を巡り、村の守るための方策を練る。百姓たちも戦いの為に組分けされ、侍達の指導により戦いの心得を教えられる。また、平八は士気を高めるための幟旗を縫い上げる。一方、勝四郎は山中の小屋に隠れ住んでいた志乃と偶然出会い、二人は互いに惹かれてゆく。そんな折、菊千代が村人らから集めた刀や鎧を侍らの元に持ち込んでくる。それは村人が落ち武者狩りによって入手したものだった。落ち武者狩りの怖さを経験してきた侍たちはこれを見て気色ばむが、菊千代は「お前たち、百姓を仏様だと思っていたか！百姓ほど悪ズレした生き物はないんだ！でもそうさせたのはお前ら侍だ！」と激昂する。菊千代の出自と農民の事情を察した侍達は怒りを収める。

### 後編

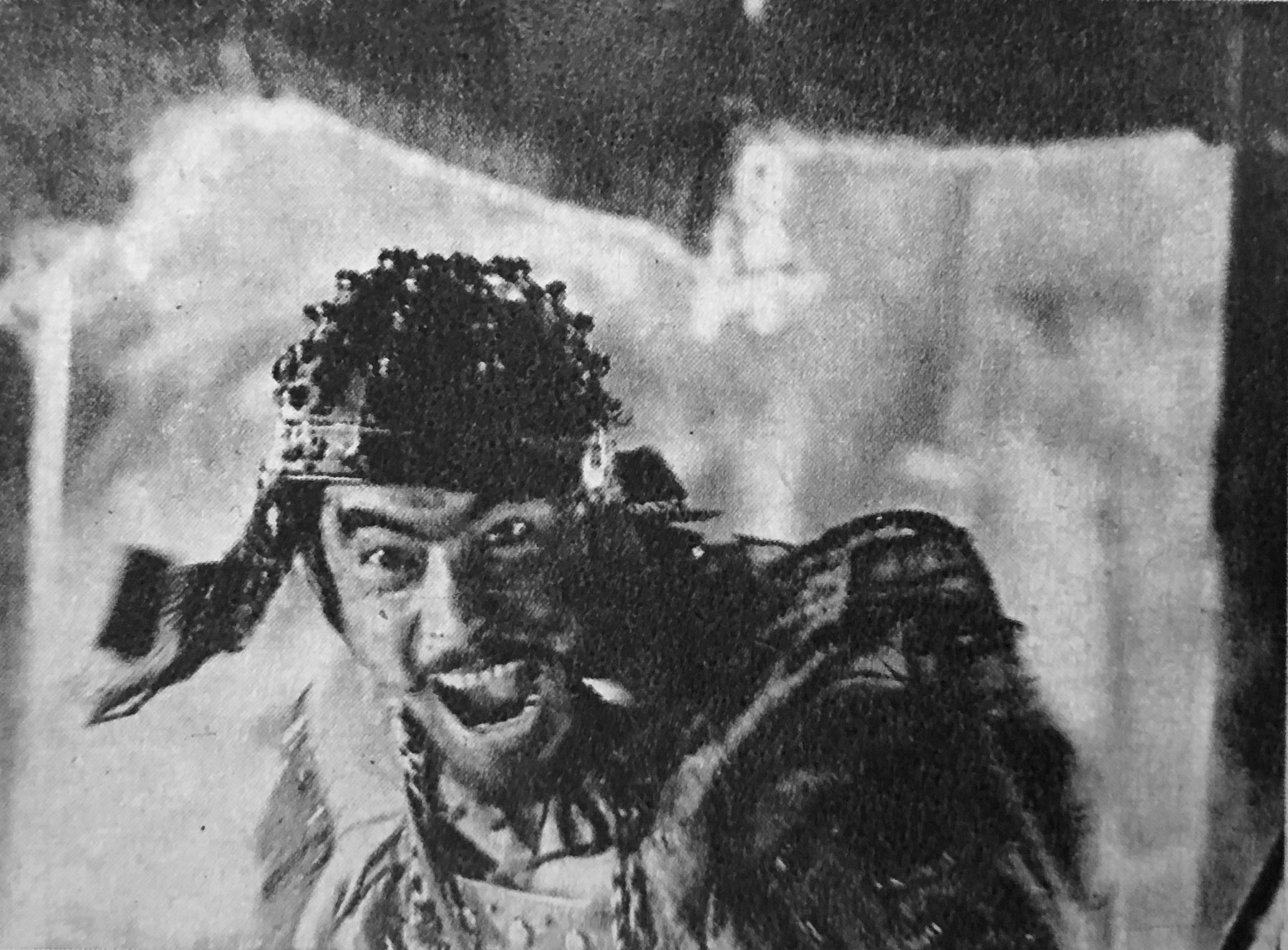
三船敏郎

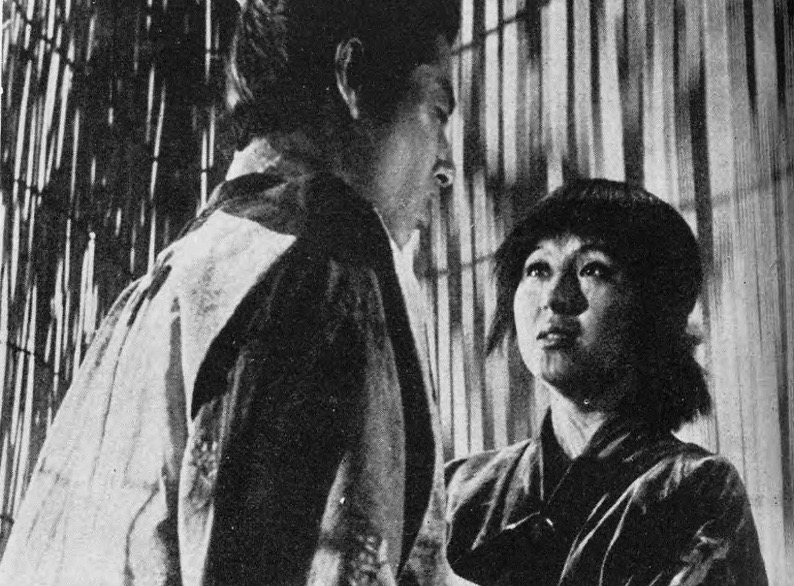
木村功、津島恵子

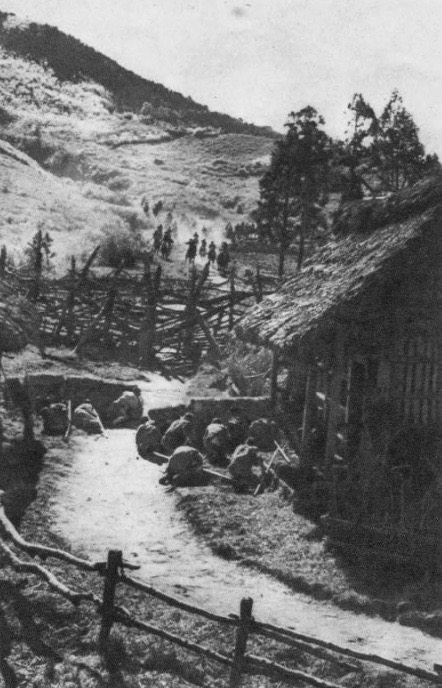
村に攻め込む野武士ら

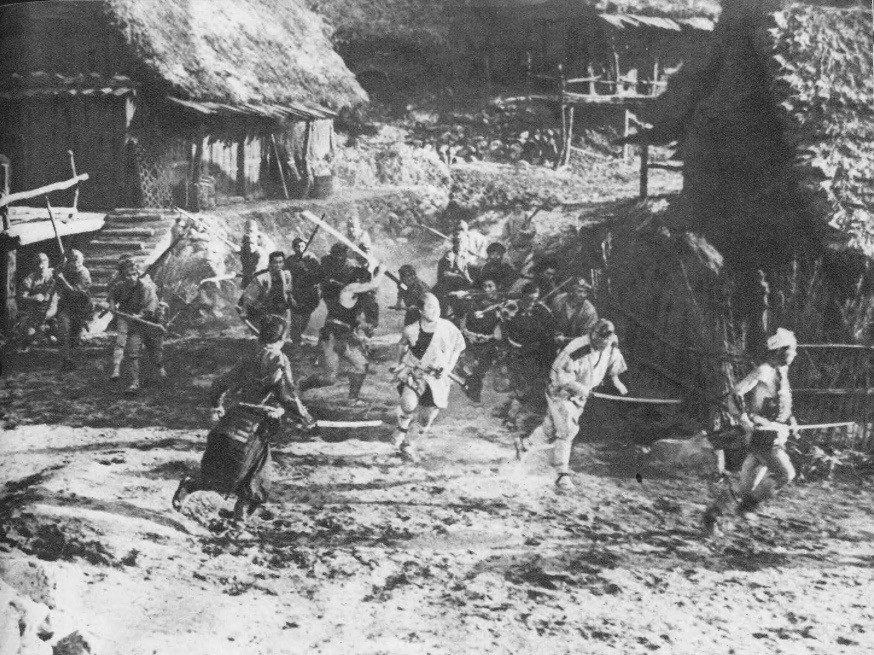
戦いのシーン

麦刈りが終わると、ついに物見（偵察）の野武士が現れる。物見の一人を捕らえ、山賊の砦のありかを聞き出した侍達は、先手を打つため利吉の案内で砦へと赴く。砦の中では野武士たちと彼らがさらってきた女たちが眠っていた。侍達は建物に火をつけ、逃げ出してきた野武士達を斬り殺す。女たちも逃げ出してくるが、その中のひとりは野武士に奪われた利吉の女房だった。利吉の姿に気づいた彼女は火の中へ再び飛び込む。それを追おうとする利吉を引き留めた平八は野武士の銃弾に倒れて死ぬ。村に戻り、皆が平八の死を悼む中、菊千代は平八が生前作っていた旗を村の家の屋根の上に掲げる。
そこに、馬に乗った野武士の一団が現れ、三挺の種子島（火縄銃）を擁して山の斜面を下り、村を襲うが、事前に築いておいた柵と堀のために容易に村に入ることができないまま退却していく。しかし、防衛線の外側にある離れ家と長老の水車小屋には火が放たれ、長老を救いに行った息子夫婦も野武士の手にかかる。瀕死の妻からただひとり助かった赤子を受け取った菊千代はその場に座り込み、「こいつは俺だ。俺もこの通りだったんだ」と号泣する。
その夜、そして翌日の朝と、野武士は繰り返し襲ってくるが、勘兵衛の地形を生かした作戦が功を奏し、野武士は徐々にその数を減らしていく。更に久蔵はひとりで村を出て行くと、明け方、一挺の種子島を奪って戻ってくる。勝四郎はそんな久蔵を称賛する。それを聞いた菊千代は持ち場を離れ、単独で野武士を襲撃して二挺目の種子島を持ち帰って来るが、抜け駆けを勘兵衛に厳しく諫められる。さらに、菊千代の持ち場が野武士による襲撃を受け、与平を含む村人が戦死し、五郎兵衛も三挺目の種子島に撃たれて斃れる。これで侍は五人になった。
日没とともに戦いは一時やむが、残り十三人になった野武士達が明日は死に物狂いで攻めて来るだろうと勘兵衛は予想する。その夜、村人たちは隠していた酒や食料を持ち出して気勢を上げる。その喧騒から離れた勝四郎は志乃に誘われ、小屋の中で抱き合う。やがて小屋から出てきた二人を万造がみつけ、怒った万造は志乃をなぐりつけるが、侍達や利吉に声をかけられて騒ぎはおさまる。やがて激しく雨が降り出す。
翌朝、土砂降りの雨をついて野武士達が襲ってくる。勘兵衛は十三騎を敢えて村に入れてこれを包囲する作戦を取り、双方泥にまみれての激しい戦いとなる。野武士らは一騎また一騎と討ち取られていくが、最後に残った野武士の頭目は村の女子供が隠れていた小屋に逃げ込むとそこから種子島を撃ち、銃弾を受けた久蔵は泥水に倒れ込んで死ぬ。更に菊千代も撃たれるが、菊千代は傷を負いながらも頭目を刺し殺すと、その場に倒れて絶命する。ここに戦いは終わった。泣き崩れる勝四郎。勘兵衛は肩で息をしている七郎次に向かって「また生き残ったな」と声をかける。
晴れた空の下、村人は笛や太鼓で囃しながら田植にいそしむ。生き残った三人の侍たちの横を田植に向かう村の娘たちの中には志乃もいた。勝四郎は志乃の姿を見送る。勘兵衛が七郎次に向かって「今度もまた、負け戦だったな」とつぶやく。怪訝な顔をする七郎次に対して勘兵衛は「勝ったのはあの百姓たちだ、わしたちではない」と述べ、墓標代わりに刀が突きたてられた4つの土饅頭を見上げるのだった。

## 登場人物

東宝スタジオの壁面に描かれた七人の侍。
左から、五郎兵衛・菊千代・七郎次・平八（奥）・勝四郎（手前）・勘兵衛・久蔵。

### 七人の侍
島田勘兵衛（しまだかんべえ）
演：志村喬
百姓に雇われることになった侍を率いる浪人。そろそろ50代に手が届く白髪の目立つ風貌。歴戦の智将だが、合戦は敗戦続きで浪人となる。普段は笑顔が多く、温厚で冷静沈着だが、リーダーとして鋭く叱責することもある。若い頃にあった「一国一城の主」という志も肉体的、年齢的に既に叶わぬ己の身に一抹の憂いを見せる場面がある。剃髪した頭をなでるのが癖。
豪農の子供が盗人の人質になった事件に接し、迷わず髪を剃り落として僧に成りすまし、無報酬で解決したことで利吉達に助けを求められる。当初は「できぬ相談」と拒んでいたが、百姓達の並々ならぬ熱意や人足の言葉に負け、村の防衛を引き受ける。野武士との戦では地形を生かした策を編み出し、戦いを有利に進める。
向かってくる騎馬武者を一刀で叩き斬ったり、最終決戦において村に突入してきた騎馬を、豪雨の中しぶきを飛ばしながら弓で次々に射落すなどの手練れも見せる。衣装は平造・合口拵えの短刀に、打刀拵えの太刀と、戦国時代後期の初老の侍のいでたちをしている。
菊千代（きくちよ）
演：三船敏郎
勘兵衛の強さに惹かれ勝手についてきた男。弟子入りしたいが、作法が分からず、勝四郎に先を越されてしまう。長大な刀を肩に担いで浪人のように振舞っているが、侍としてあるまじき言動や、前後不覚の泥酔状態になったことから、勘兵衛には即座に本当の侍ではないと見破られる。
百姓の出自で、戦禍で親を失い孤児として育つ。本名は本人も忘れており不明。「菊千代」という名前は勘兵衛に侍だと思われたいがために、泥酔しながら、盗んだ武家の家系図の上に指し示した元服前の子供の名前を使う。名前は後に仲間として受け入れられた時にそのまま定着する。村で百姓たちに戦備えのための槍の指導をするなどをしており、額当てのように、篭手を頭に巻いている。
孤児となった後も、いくつかの戦禍を見聞きしているような言動がある。その過程で独学にて武具の扱いを体得したらしく、腕っ節は半端な野武士より強い。馬にも乗れるが自己流のようで、与平の農耕馬に乗ってみた挙句、一同の眼前で落馬している。
型破りの乱暴者だが子供好きであるらしく、村の子供たちの前でおどけて見せるシーンも多い。野武士に致命傷を負わされ逃げてきた儀作の嫁から託された赤子を抱きながら「こいつは俺だ、俺もこの通りだったんだ！」と叫び、赤子の将来を慮り号泣する。野武士との戦では東の川沿いの守りを任される。抜け駆けせんと持ち場を離れた結果、五郎兵衛を戦死させてしまった。最後の決戦では、勘兵衛の指示を守りながら爆発的な働きを見せるが、久蔵がみずからの討ち死にと引き換えに示した射手を倒そうとして、野武士の放った銃弾を浴びながらも、野武士の頭目を刺して斃れる。
勘兵衛とダブル主役である。三船のスターバリューもあり、クレジット上では若干、ポスターでは明らかに上位扱いだが、物語の表面上ではヒーローでありリーダーである勘兵衛が前面に出て、若輩のニセ侍である菊千代はコメディリリーフに近いお荷物的扱いで描かれつつ進行する。彼が真の主役として浮上してくる後半はこの映画の機微であり、たとえば『荒野の七人』には全く引き継がれずリーダーのみが主役として描かれている。
盗んだ家系図によると本物の菊千代は天正二年生まれの十三歳との事と年齢計算が数え年である事から、本作が天正十四年という戦国末期を舞台にしている事が確認できる。
岡本勝四郎（おかもとかつしろう）
演：木村功
育ちがいい裕福な郷士の末子で半人前の浪人。7人の中では最年少で、まだ前髪も下ろしていない。浪人になりたいと親に頼んでも許されないので家を飛び出して旅をしている。勘兵衛の姿に憧れて付いて行こうとするが、勘兵衛に浪人の辛い現実を教えられ一時動揺する。実戦経験はまだなく、すべてが新しい経験ばかりで、事件を若々しい敏感な感情で受け取る。野武士との戦では伝令役を任される。
森の中で百姓の娘の志乃と出会い、互いに惹かれ合う。そのために一時は侍と村人の間に緊張が走るが、野武士にくれてやるのとはわけが違うという利吉の一喝によって逆に結束する。最後の戦いでは必死になって戦うも、仲間が次々と斃れていく姿を目の当たりにする。そして野武士が壊滅したことでそれ以上の働きが出来ず、慟哭してくずおれる。
片山五郎兵衛（かたやまごろべえ）
演：稲葉義男
勘兵衛が腕試しのために仕掛けた待ち伏せを事前に一目で見抜いた。勘兵衛の人柄に惹かれて助力する浪人。いつでも静かでおだやかだが、その物柔らかさの下に何か人をなだめるような力がある。軍学は相当でき、経験も豊富。野武士との戦では勘兵衛の参謀役を務めるが、最初に攻撃を受けた際には野武士の先鋒を弓矢で射殺した。のちに野武士の銃弾を受けて戦死する。
七郎次（しちろうじ）
演：加東大介
勘兵衛の最も忠実な股肱。過去の戦（負け戦）で勘兵衛と離れ離れになった後、物売りとして過ごしていた。再会時には勘兵衛の顔付きだけでその求むところを知り、ただちにそれに従って動く。村人の落ち武者狩りを知ったときは真っ先に激昂したが、戦の最中は百姓たちを常に励まし、自分の組に入った万造への気遣いも見せる。野武士との戦では西の入り口の守りを受け持ち、侍たちの中で唯一長槍を振るう。
林田平八（はやしだへいはち）
演：千秋実
苦境の中でも深刻にならない上に、柔軟で人懐っこく、愛想の良い明るい浪人。よく冗談を言っている。茶店で茶代代わりに薪割りをしているところを五郎兵衛に誘われる。組織が苦境に陥ったときのムードメーカーとなる素質も五郎兵衛によって見抜かれている。武士としての腕は少し心もとなく、五郎兵衛はその腕を「中の下」と評し、自らも「薪割り流」をたしなむと自己紹介した。頑なな心の利吉を気遣い、結果野武士に狙撃され最初の犠牲者となる。
「戦に何か高く翻げるものがないと寂しい」と、百姓を表す「た」の字と侍を表す○を6つ、菊千代を表す△を1つ描いた旗を作る。
久蔵（きゅうぞう）
演：宮口精二
修行の旅を続ける凄腕の剣客。勘兵衛の誘いを一度は断ったものの、気が変わり一行に加わる。勘兵衛は「己をたたき上げる、ただそれだけに凝り固まった奴」と評し、口数が少なくあまり感情を表さないが、根は優しいという側面を多々見せる。野武士との戦では北の裏山の守りを受け持つ。「肩衣」はつけておらず、合戦時も他の侍と異なり、籠手（こて）や額当（勘兵衛。菊千代は半首）、腹巻（勝四郎）・腹当などの防具は着用していない。黙々と自分の役目をこなし、危険な仕事も率先して受け持ち確実に成果を挙げる姿に、勝四郎は「素晴らしい人だ」と絶賛した。しかしながら勝四郎の目の前で野武士の銃弾に斃れるも、今際の際に射手の方角を味方に教える。

### 村の百姓
儀作（ぎさく）
演：高堂国典
離れの水車小屋に住む長老。百姓たちには「じさま（爺様）」と呼ばれており、村の知恵袋的存在。侍を雇い野武士を退けた村の逸話を知っていたため、野武士と戦うために「腹を空かせた侍を雇う」ことを利吉に提案する。最期まで水車小屋から離れる事を頑なに拒み、野武士襲撃の際に燃え盛る水車小屋と運命を共にする。
利吉（りきち）
演：土屋嘉男
年若の百姓。迫り来る野武士と戦おうと、絶望する皆の前で真っ先に言い出し、儀作の提案を元に浪人探しに町へ出る。侍探しには最も積極的。女房を野武士にさらわれたことで野武士に強い恨みを持っているが、感情を押し殺す性格で常に険しい表情をしており、平八に気遣われながらも心を閉ざし続ける。村に着いた侍たちに家を明け渡し、炊事等の世話役を務める。
茂助（もすけ）
演：小杉義男
壮年の百姓。利吉たちと共に浪人探しに出る。普段は百姓達のまとめ役でしっかり者だが、防御線の外にある自分の家を捨てねばならないと知った時は猛反発して独断行動を取ろうとした。しかし勘兵衛の叱責によって家を捨てて村を守る為に奔走する。合戦時は久蔵の組に入る。
万造（まんぞう）
演：藤原釜足
壮年の百姓。志乃の父。自己保身ばかり考えており、すぐにふてくされる、身勝手な性格。野武士と戦うことに消極的だが儀作の提案で嫌々浪人探しに町へ出る。合戦時は七郎次の組に入る。
利吉とは何かと折り合いが悪く、積極的な利吉に毒を吐いて喧嘩になることが多い。また、利吉の女房の二の舞を危惧し、親心から娘を守ろうと、泣き叫び抵抗する志乃の髪を切って無理矢理男装させるが、それが原因で村中騒然となる。勘兵衛ら侍達にも娘を取られるのではと警戒しており、志乃を男装させたままにする。
与平（よへい）
演：左卜全
やや鈍く、間の抜けた中年の百姓。意気地がなく、すぐに泣きべそをかく上に、失敗が多い。利吉たちと共に浪人探しに町へ出る。合戦時には菊千代の組に入る。菊千代には「阿呆」呼ばわりされ、小突かれながらも親しい間柄となる。訓練に本物の槍を持ってきたことから、この村が落ち武者狩りを行っていたことが露見した。痩せ馬を一頭持っており、後に菊千代が乗ることになる。
合戦時の合間に菊千代が持ち場を離れたため、再び襲ってきた野武士に防具（腹当）の無い背後から弓矢で射抜かれ死亡する。与平の死は菊千代の心境に大きな変化をもたらす。
志乃（しの）
演：津島恵子
万造の娘。万造の手により髪を切られ男装することになる。勝四郎に思いを寄せる。素朴で純情な少女だが、情熱的なものを内に秘めている。
利吉の女房
演：島崎雪子
収穫物を野武士に強奪される代わりとして、村から人身御供で差し出されている利吉の妻。野武士の山塞に囚われの身となり慰み者にされる。菊千代らの手によって火が放たれた際に、火事に気付きいったんは驚愕するも、叫んだり逃げたりもせず凄味のある笑みを浮かべた。幽鬼のような状態で外に出てくるが、眼前に現れた夫・利吉に驚き、焼け崩れる山塞の中に走り戻り姿を消す。
伍作（ごさく）
演：榊田敬二
芝刈りの最中に野武士を最初に目撃する村人。
儀作の息子夫婦
演：熊谷二良（息子）、登山晴子（息子の嫁）
儀作と暮らす夫婦で、赤子が一人いる。戦の始まりとともに水車小屋に篭った儀作を連れ戻そうとして野武士に襲われ、助けに来た菊千代に赤子を託して絶命する。
久右衛門の婆様
演：キクさん（本名不詳） / 声：三好栄子
かつて野武士に家族を殺された老女。捕えられた野武士の斥候に鍬を持って迫る。
その他
百姓：峰三平、松下正秀、池田兼雄、川越一平、鈴川二郎、夏木順平、神山恭一、鈴木治夫、天野五郎、吉頂寺晃、岩本弘司、山田彰、今井和雄、中西英介、伊原徳、大塚秀雄、大江秀、大西康雄、下田巡、河辺昌義、加藤茂雄、川又吉一、篠原正記、松本光男、海上日出男、田武謙三、山本廉
百姓女：本間文子、小野松枝、一万慈多鶴恵、大城政子、小沢経子、須川操、高原とり子
百姓の娘：上遠野路子、中野俊子、東静子、森啓子、河辺美智子、戸川夕子、北野八代子、記平佳枝

### 町の登場人物
人足
演：多々良純（人足A）、堺左千夫（人足B）、関猛（人足C）
仕事がなく、木賃宿でずっと飲んだくれて博打をしている人足連中。Aは口数が多く、侍を雇うという利吉達の計画を馬鹿にして、嫌味をずっと言っている。しかし勘兵衛が利吉たちの頼みに断りを入れて立ち去ろうとする時、百姓たちの苦労を知ることから一肌脱ぎ、一膳の飯の意味を問いかけながら、勘兵衛が野武士退治を引き受けるきっかけを作る。その後も他の人足達と一緒に、菊千代を木賃宿に連れて来るなど、侍達に協力している。
饅頭売
演：渡辺篤
木賃宿で売れ残った饅頭を売ろうとするが、誰にも相手にされず、結局自分で饅頭を自棄食いする。
琵琶法師
演：上山草人
木賃宿の客で、周りでどんな騒ぎがあろうとも黙々と琵琶を弾いている。
僧侶
演：千葉一郎
盗賊の人質となった子供を助けるために僧侶に扮する勘兵衛の剃髪を行い、袈裟や数珠を貸す。
盗人
演：東野英治郎
豪農家の子供を人質に小屋に立てこもる。しかし、勘兵衛の策略にまんまと引っ掛かり斬られる。
強そうな浪人
演：山形勲
かなりの腕前のある浪人で、勘兵衛発案の試し討ちに対し素早く身をかわす。勘兵衛から賛同者集めの申し入れに一度は耳を傾けるが、百姓からの依頼で報酬も無いことに対して「拙者の望みは、もうちょっと大きい」と言い参加を拒否する。
果し合いの浪人
演：牧壮吉
それなりの腕前は持つ浪人で、久蔵と竹刀で果たし合いをしてほぼ相打ちとなるが、久蔵に「拙者の勝ちだ。真剣ならばおぬしは倒れておる」と言われて逆上し、真剣で再度果し合いを強要する。久蔵に「真剣ならばおぬしは死ぬ。無駄なことだ」と制止されても聞かず、自信満々で真剣での勝負に挑むが、久蔵に斬殺される。
利吉を蹴飛ばす浪人
演：清水元
長槍を持った浪人。利吉らが最初に声をかけるが「貴様らの施しは受けん!」と言って利吉を蹴飛ばし、最後に「たわけ」と吐き捨ててその場を去る。
茶屋の親爺
演：杉寛
自分の茶店で休憩をとる五郎兵衛に、茶代代わりに薪割りを申し入れ、薪割をしている平八を紹介する。
弱い浪人
演：林幹
木賃宿の客の一人。侍が見つからなくて困っている利吉達に名乗りを上げるが、人足たちに己の弱さをからかわれて諦める。
豪農家の一家
演：小川虎之助（祖父）、千石規子（娘）、安芸津広（亭主）
子供が盗賊の人質に遭った豪農家の家族。
その他
豪農の前の百姓：堤康久、片桐常雄、岡豊
豪農の前の百姓女：馬野都留子
町を歩く浪人：仲代達矢、宇津井健、伊藤久哉、加藤武

### 野武士
野武士の頭目
演：高木新平
四十人の野武士集団を率いる。
副頭目
演：大友伸
片目に眼帯をつけた男。雨中の決戦にて、わずかな隙を衝かれ久蔵に斬られる。
斥候
演：上田吉二郎（斥候A）、谷晃（斥候B）、中島春雄（斥候C）
村を偵察に来て、引き揚げようとしたところをBとCは待ち伏せしていた久蔵に斬られ、Aは菊千代に捕縛されて村へ連れて行かれる。百姓たちに殺されそうになったところを「敵の情報を話した上こうやった命乞いしている者を無下にはできない」と勘兵衛に庇われるが、久右衛門の婆様に倅の仇として討たれる。
鉄砲の野武士
演：高原駿雄
高台から村を見張っていた。脱走を図って殺された野武士の防具を身に付け、味方のふりをして近づいてきた菊千代に斬られて、種子島（鉄砲）を奪われる。
その他
屋根の野武士：大久保正信
離脱する野武士：大村千吉、成田孝
野武士：西條悦郎、伊藤実、坂本晴哉、桜井巨郎、渋谷英男、鴨田清、広瀬正一、宇野晃司、橘正晃、坪野鎌之、中恭二、宮川珍男兒、砂川繁視、草間璋夫、天見竜太郎、三上淳

## スタッフ
- 製作：本木荘二郎
- 監督 ：黒澤明
- 監督助手：堀川弘通（チーフ）、廣澤栄、田実泰良、金子敏、清水勝弥
- 脚本：黒澤明、橋本忍、小国英雄
- 撮影：中井朝一
- 撮影助手：斎藤孝雄
- 編集：岩下広一
- 音楽：早坂文雄
- 美術：松山崇
- 美術助手：村木与四郎
- 美術小道具：浜村幸一
- 衣装：山口美江子（京都衣裳）
- 録音：矢野口文雄
- 録音助手：上原正直
- 音響効果：三縄一郎
- 照明：森茂
- 照明助手：金子光男
- 美術考証：前田青邨、江崎孝坪
- スチル：副田正男
- 製作担当者：根津博
- 剣術指導：杉野嘉男（日本古武道振興会）
- 流鏑馬指南：金子家教（大日本弓馬会範士）、遠藤茂（大日本弓馬会教士）
- 記録：野上照代
- 結髪：中条みどり
- 粧髪：山田順二郎
- 演技事務：中根敏雄
- 現像：東宝現像所

## 製作

### 脚本
1952年、黒澤明は『生きる』の撮影中に、次回作として「本物の時代劇」を作ろうと考えた。黒澤はこれまでにはない徹底したリアルな時代劇を作るため、橋本忍とある城勤めの下級武士の平凡な一日を描く『侍の一日』という作品を構想した。そこで侍の日常生活から城勤めに関する詳細までを調べるため、橋本は先行して上野の国立国会図書館に通うが、「当時の侍の昼食は、弁当持参だったのか、給食が出たのか」「当時は1日2食であり、昼食を摂る習慣はなかったのではないか」等の疑問が解決できず、物語のリアリティが保てないという理由で断念した。
次に上泉信綱などの剣豪伝をオムニバスで描く『日本剣豪列伝』を企画し、橋本が初稿を執筆するが、クライマックスの連続では映画にはならないためこれも断念した。その後、黒澤と橋本はふとした話から、戦国時代の浪人は全国を旅して回る武者修行でどのように食べていけたのかという疑問が出てきて、それを東宝の文芸部員に調べさせたところ、結果報告に来た本木荘二郎から、「宿泊先の道場や寺院がない場合は、百姓に雇われて飯と宿を与えてもらう代わりに、盗賊などから村を守っていた」という話が出てきた。この話が元となり、百姓が侍を雇うという本作のストーリーの根幹が生まれた。
1952年12月、黒澤と橋本は小国英雄を加え、熱海の旅館「水口園」に投宿して脚本執筆を開始した。黒澤は七人の侍のキャラクターのイメージを大学ノート数冊にびっしりと書き込み、その内容は身長から草履の履き方、歩き方、他人との応答の仕方、背後から声をかけられたときの振り返り方など、ありとあらゆるシチュエーションに対応する立ち居振る舞いにまで及んだ。脚本執筆は橋本が第1稿を書き、それを黒澤と橋本が根本的に書き直し、2人が同じシーンを書いたものを小國が判定して良いところだけを取り、完成すると次のシーンに移るという形で進められた。その緊迫感はお茶を運びに来た女中も怖くて部屋に入れないほどだったという。

### キャスティング

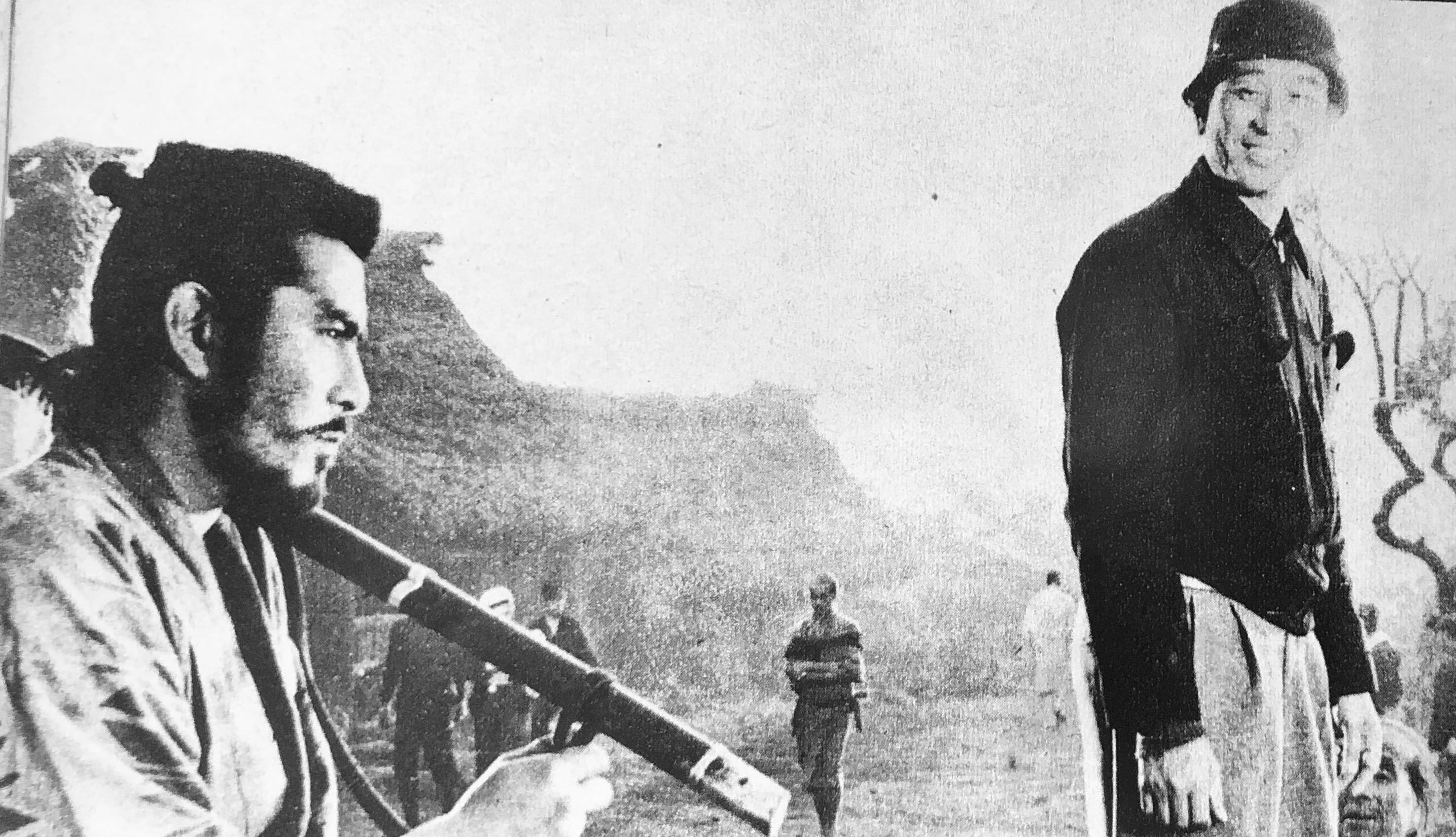
三船敏郎と黒澤明

久蔵役は三船敏郎を想定していたが、シナリオ段階で侍と百姓を結びつける人間が必要になり、そこで農民出身で侍に憧れるニセ侍の菊千代という型破りなキャラクターを登場させ、それを三船が演じることになった。三船は脚本を読んで、黒澤に「菊千代というのは僕ですね」と配役も告げていない段階で言ってきたという。菊千代のおどけた場面は、すべて三船の演技プランによるものである。
久蔵は宮口精二が演じることになった。宮口は剣道の経験が全くなかったため、「こんなえらい剣豪なんてやれません」と断ろうとしたが、黒澤に「そこはカメラで何とでもするから」と説得された。それからは剣術指導の杉野嘉男のもとで刀の抜き方から特訓を受けた。しかし、板木の音で水車小屋から6人の侍が飛び出すシーンでは、宮口の走りが一番速く、走り方も腰が据わっていたため、黒澤は安心したという。宮口は「僕はあの役を演って、本当によかった。あれは大変なもうけ役なんだよ。あんないい役は、一生に一遍、あるかないかだなあ」と語っている。
利吉役には新人を起用すべくオーディションが開催されたが、最終的にはオーディションに参加しなかった土屋嘉男が起用された。土屋はパチンコから劇団俳優座に戻った際に、同劇団でオーディションを行っていた黒澤とトイレですれ違っただけであったという。また、土屋によれば当初は木村功が利吉役の予定であったといい、木村から「役をとられちゃった」とぼやかれることもあったと述懐している。土屋は撮影後に登山へ赴くことを予定していたが、撮影期間が延びたため撮影途中で山へ行こうとしたところを黒澤に説得され、監視も兼ねて黒澤の自宅に居候することとなった。
村人役は、主要俳優を除くと東宝の大部屋俳優が23人、エキストラ業者の俳優が17人、劇団若草やこけし座などの児童劇団の子役が18人参加した。劇団若草の二木てるみも3歳で百姓の幼児役で出演した。百姓役の加藤茂雄によれば、当時加藤らは東宝専属ではなく演技協社（全国映画演劇労働組合東宝演技者支部）との契約による参加であったが、本作品の撮影遅延により専属俳優が必要となり、演技協社の俳優が東宝専属として迎えられることになったという。
家族を野武士に殺された久右衛門の婆様役は、助監督の廣澤栄が杉並区の老人ホームで役探しをして見つけてきた、キクさんという女性が演じた。キクさんは東京大空襲で家族を失ったという役と同じ人物で、廣澤たちが懸命にセリフを覚えさせたが、本番では「身寄りがB-29のために殺されて…」と口走り、スタッフを困らせた。黒澤は「感じが出ているから」とOKにし、台詞は三好栄子が吹き替えした。村の広場に百姓を集めて侍たちが訓示する場面では、キクさんと同じ老人ホームの女性たちも出演した。
俳優座養成所時代の仲代達矢は、本作で町を歩く浪人役で出演している。仲代の出番はただ歩いて通り過ぎるだけの数秒だったが、黒澤から何度も歩き方でダメ出しされた。撮影は朝から始まるも、OKが出たころには午後3時を回っていた。しかし、黒澤には仲代の印象が残っており、のちに『用心棒』に起用された時に、黒澤から「あのときの仲代を覚えていたから使ったんだ」と言われたという。

### 撮影

#### 撮影地
撮影の大部分は、東宝撮影所付近のオープンセットと、静岡県伊豆や神奈川県箱根などでのロケーション撮影で行われた。屋内セットはスタジオ内に組んだ「木賃宿」「水車小屋」「利吉の家」の3杯のみで、それ以外はすべて野外で撮影された。主なオープンセットとロケーションの場所は以下の通りである。
オープンセット
- 村の中心部 – 東宝撮影所手前の仙川沿いの田んぼ（後の東京都世田谷区大蔵団地）[28][29]
- 村の北側の森（水神の森） – 東京都世田谷区大蔵のオープンセットの外れ[27][28]
- 町（木賃宿、八角堂、茶屋など） – 東宝撮影所の農場オープン（後の東宝ビルト）[27][29]
- 豪農の家、山塞 – 東宝撮影所オープン[27]

ロケーション
- 村の全景、北の斜面 – 静岡県函南町下丹那[27][28][29]
- 村の東と南（水車小屋など） – 静岡県伊豆市堀切[27]
- 村の北と西 – 静岡県御殿場市用沢、二の岡[27][28]
- 村の裏山（勝四郎と志乃のラブシーンなど） – 神奈川県箱根町仙石原、長尾峠[27][29]
- 滝（三船が鮎を捕まえて食べる場面） – 鮎壺の滝[26]
- 山塞へ行く道中 – 静岡県伊豆の国市珍場、沼津市口野[27]

物語の中心となる村は、日本中の何処にでもある典型的な農村の原風景を想定し、北は福島県から西は岐阜県までロケーション・ハンティングを40日近くも行ったが、適地を見つけることはできなかった。そこで地形ごとに別々の場所で撮影してひとつの地域のように見せることにした。村内は東宝撮影所手前の田んぼを借用してオープンセットを作り、村の東と南は伊豆堀切、西は御殿場市、北の斜面と村の全景は下丹那、裏山は箱根で撮影した。村の全景のセットはオープンセットとは別に作られ、丹那トンネルの真上から俯瞰で撮影したが、その時に電柱がどうしても画面に入ってしまうため、東京電力に頼んで一時的に電柱を移設した。
水車小屋は当初伊豆市堀切に建てられ、炎上するシーンで実際に燃やされたが、黒澤は燃え方が気に入らないとして作り直されることとなった。台風による倒壊の危機も経て撮り直されたが、やはり黒澤は気に入らず、最終的に東宝撮影所でセットが組まれることとなった。

#### 撮影進行

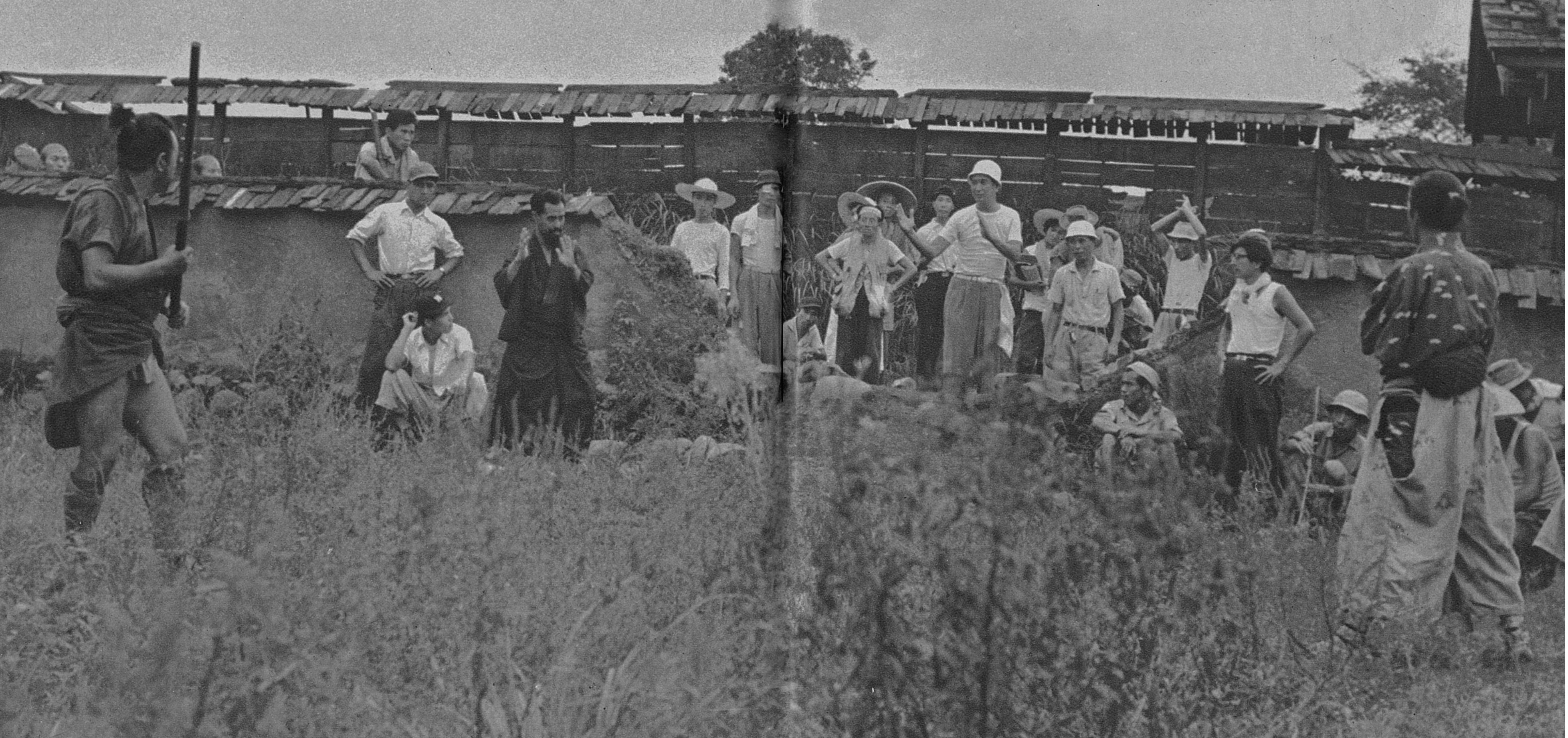
久蔵が果し合いをするシーンの撮影風景

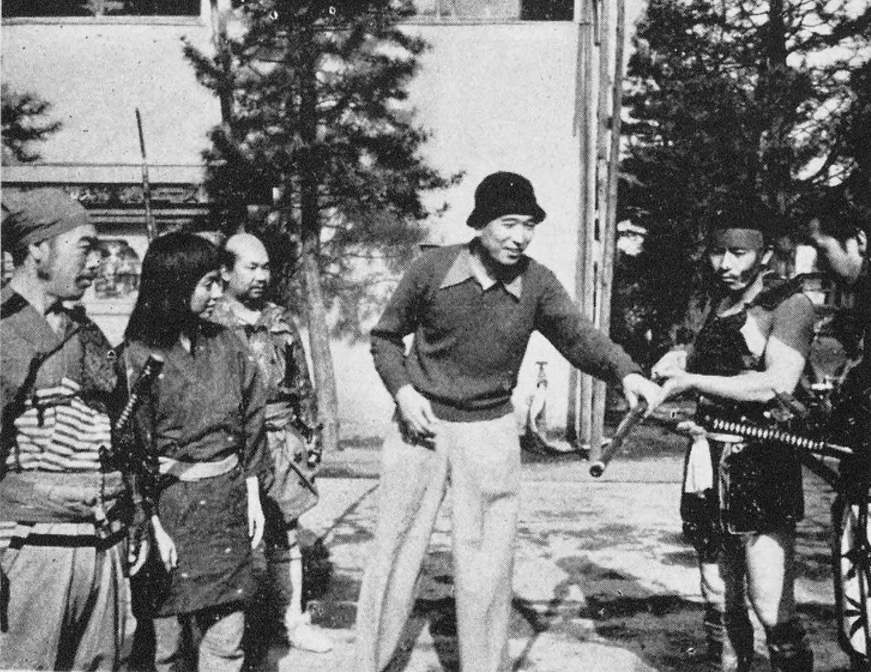
東宝撮影所にて

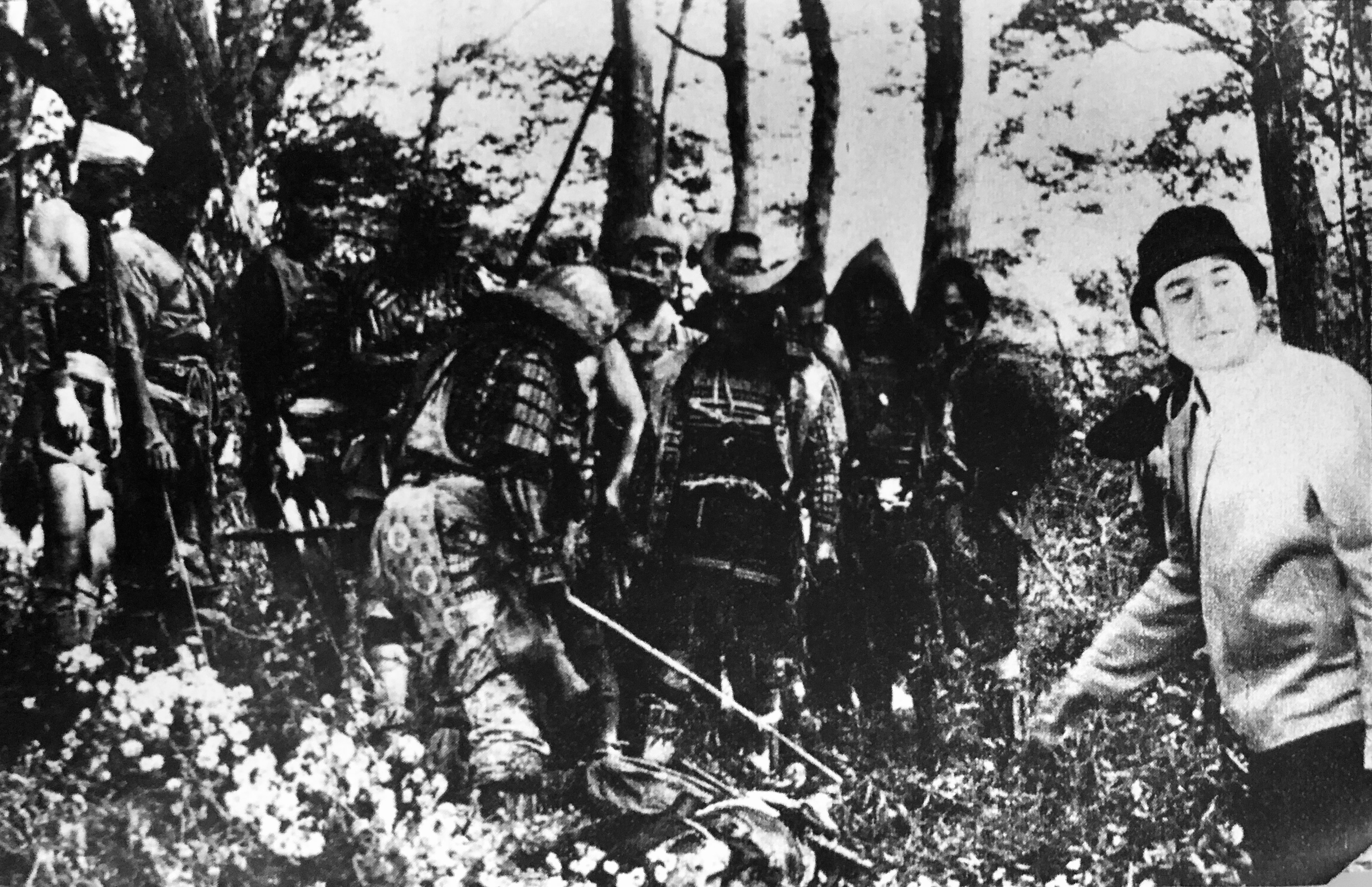
野武士のアジトの撮影現場

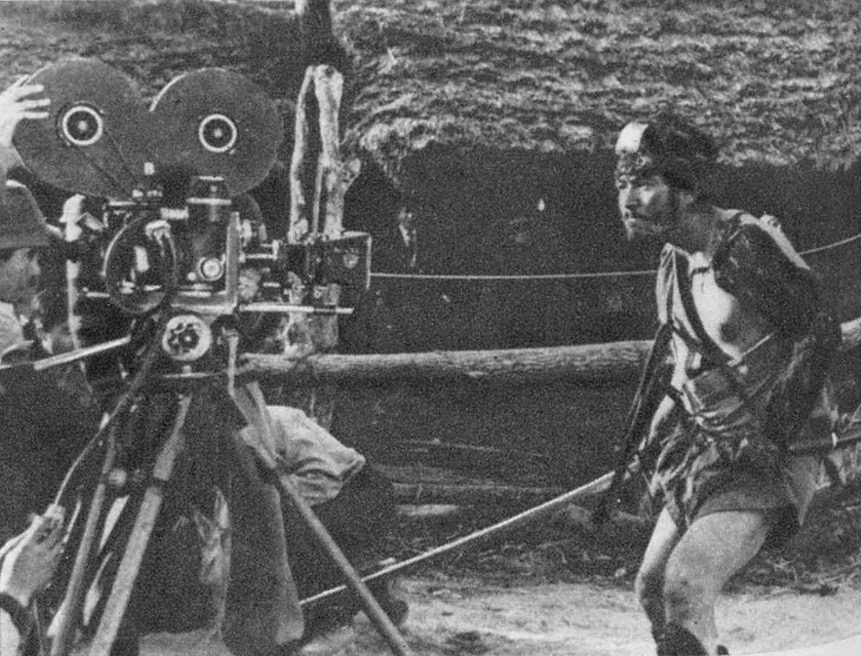
菊千代とカメラ

1953年5月27日、豪農家の門前で利吉と万造が言い争いをするシーンでクランクインした。撮影初旬の黒澤は体調が優れず、7月10日にサナダ虫で入院して2週間撮影中断した。9月までに伊豆でのロケーション、水車小屋や木賃宿の室内シーン、町のオープンセットでの侍探しや果し合いのシーンなどを撮影した。
裏山での勝四郎と志乃のラブシーンは、シナリオではスミレの花畑を想定していたが、季節的にスミレは咲いておらず、スタッフ全員で山の中で野菊の花を摘み、それを植えて花畑を再現した。このシーンは箱根長尾峠を越えた国道下の暗い森の中での撮影で、十分な光量を得られなかったため、スタッフが宿泊していた旅館の鏡を総動員し、国道から鏡を並べて太陽光をリレーのように鏡で反射させて現場まで持って行った。この方法は『羅生門』でも用いていた。しかし、志乃役の津島恵子は、鏡の反射による強い太陽光で直接眼にキャッチライトを入れられ、それ以来眼が弱くなったという。
当初は10月上旬の封切りでスケジュールが組まれ、撮影期間は90日、完成は9月17日を予定していたが、実際の撮影進行は大幅に遅れた。助監督の堀川弘通はその理由として、ひとつの村を別々の場所で撮影したこと、野外撮影中心のため天候に左右されやすかったこと、その上にこの年が異常気象だったこと、スタッフがスケールの大きい活劇に不慣れだったことを挙げている。9月に入ってもまだ全体の3分の1しか撮影しておらず、当初の予算も使い果たしていた。スタッフには「いつクランクアップするか」の賭けをする人もいた。東宝の重役会では「続行か、中止か」で揉めて撮影中断となり、その間黒澤は多摩川で鯉釣りをして過ごした。黒澤は千秋実に「資本家というのは、いったん出した金は必ず回収する。まあまあ釣りでもしてろ」と語ったという。結局、会社側は製作続行を決めて追加予算を出し、11月に撮影所前の村のオープンセットで撮影再開した。
それでも撮影は遅れ、しびれを切らした会社は今までの撮影分を編集して見せるように要求し、1954年1月に再び撮影中断した。黒澤は粗編集したフィルムを会社幹部の前で試写したが、そのフィルムは菊千代が屋根に旗印を立てて、「ウアー、来やがった、来やがった!」というシーンで終わっていた。クライマックスの決戦シーンは、豪雨でセットが滅茶苦茶になることが初めから分かっていたため、予定を後回しにしており、会社側に対して意図的にスケジュールを組んだわけではなかったが、このままでは完成させようがないため、撮影続行となった。
こうした撮影遅延により、6月頃の設定である豪雨の決戦シーンは真冬の2月に撮影した。1月24日の大雪でオープンセットには30センチの雪が積もり、スタッフは消防団や学生アルバイトを動員し、3日かけてホースで水を撒いて雪を溶かした。地面は膝までつかるほど泥でぬかるみ、そこに数台の消防ポンプで雨を降らせたため、撮影は極寒の過酷な状況下で行われた。3月19日に野武士の山塞を焼き討ちするシーンでクランクアップした。このシーンの撮影では、スタッフがセットにガソリンをかけ過ぎたため、本番で火を付けると想像以上に火勢が激しくなり、利吉役の土屋嘉男は山塞の中にいる女房に近づこうとするところでバックドラフト現象に遭遇し、顔面火ぶくれになった。

### 音楽

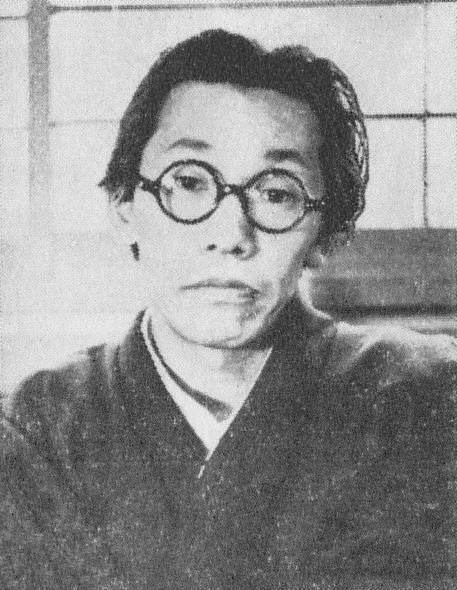
映画音楽を担当した早坂文雄。早坂の普通作品のギャラは1本30万円だったが、本作の作曲料は破格の100万円だった。

音楽を担当した早坂文雄は、当時肺結核を患っていたが、他の仕事と並行しながら1年かけてデッサンを書いた。早坂は書きためた曲を、黒澤の前で1曲ずつピアノで弾き、黒澤のダメ出しを受けながら修正して曲のアウトラインを決めた。音楽は単純明快な表現にするためライトモチーフ方式を採用し、モチーフとなる「侍のテーマ」「野武士のテーマ」「志乃のテーマ」「菊千代のテーマ」「百姓のテーマ」の5つの曲を作り、それらを場面の雰囲気や状況に合わせて、さまざまな楽器により変形させて演奏することにした。
主題曲ともいえる「侍のテーマ」は勇壮なマーチ風である。この曲ははじめ早坂が用意したデッサンがすべて没案となり、そこで早坂がごみ箱に捨てていた楽譜をピアノで弾いたところ、黒澤が気に入り採用したものだった。「志乃のテーマ」は黒澤が早坂らしい曲と評した。タイトルバックの「野武士のテーマ」は太鼓と弓弦で不気味さを出し、「菊千代のテーマ」はボンゴやサックスで演奏し、「百姓のテーマ」は百姓の恐怖のうめきを男声のハミングコーラスで表現した。ラストシーンで百姓たちが唄う「田植え唄」は、早坂が日本中の囃子言葉を調べて作詞し、プレスコで録音した。
オーケストレーションはクランクアップ後の4月1日から6日間かけて行われ、早坂邸に佐藤勝、佐藤慶次郎、武満徹が集まり、早坂の指示により分割作業で楽譜を書いた。ダビング作業は4月8日から12日間かけて行われたが、早坂の体調を考えて休みが設けられ、実質は7日間行われた。ダビングでも1曲演奏するたびに議論と修正が繰り返され、佐藤勝は「朝からテストして、1曲OKになったのが夕方5時なんてのが、ザラにありましたよ」と述べている。菊千代が屋根の上に旗を立てるシーンで流れるトランペットの「侍のテーマ」は、室内録音ではいい音が出ず、撮影所の壁にぶつけて吹いた音を録音したが、この録音だけで一晩かかり、近所から苦情が相次いだという。

#### サウンドトラック
早坂が作曲したサウンドトラックは、1954年5月13日に日本コロムビアからSPレコードで発売された。同年11月には「侍のテーマ」に歌詞を付け、山口淑子が歌唱した「七人の侍」という題名のレコードが発売された。レコードでは早坂が作詞したことになっているが、黒澤は「早坂と私と二人で作った」としている。2001年に東宝ミュージックからサウンドトラックCDが発売されており、それに収録されている曲は以下の通りである。
| 全作曲: 早坂文雄。 |                                    |       |            |      |
| #                  | タイトル                           | 作詞  | 作曲・編曲 | 時間 |
| 1.                 | 「タイトル・バック」               |       | 早坂文雄   | 3:17 |
| 2.                 | 「水車小屋へ」                     |       | 早坂文雄   | 1:00 |
| 3.                 | 「侍探し 一」                      |       | 早坂文雄   | 0:49 |
| 4.                 | 「勘兵衛と勝四郎～菊千代のマンボ」 |       | 早坂文雄   | 3:43 |
| 5.                 | 「利吉の涙?白い飯」                |       | 早坂文雄   | 2:09 |
| 6.                 | 「侍探し 二」                      |       | 早坂文雄   | 1:30 |
| 7.                 | 「五郎兵衛」                       |       | 早坂文雄   | 2:18 |
| 8.                 | 「やりましょう」                   |       | 早坂文雄   | 1:04 |
| 9.                 | 「釣り落とした魚」                 |       | 早坂文雄   | 1:43 |
| 10.                | 「六人の侍たち」                   |       | 早坂文雄   | 2:51 |
| 11.                | 「型破りの男」                     |       | 早坂文雄   | 1:13 |
| 12.                | 「出立の朝」                       |       | 早坂文雄   | 1:02 |
| 13.                | 「旅風景～俺たちの城」             |       | 早坂文雄   | 2:51 |
| 14.                | 「野武士せり来たり」               |       | 早坂文雄   | 0:35 |
| 15.                | 「七人揃いぬ」                     |       | 早坂文雄   | 1:24 |
| 16.                | 「勝四郎と志乃」                   |       | 早坂文雄   | 2:43 |
| 17.                | 「勝四郎、帰る」                   |       | 早坂文雄   | 0:11 |
| 18.                | 「寝床変え」                       |       | 早坂文雄   | 0:57 |
| 19.                | 「水神の森にて」                   |       | 早坂文雄   | 1:34 |
| 20.                | 「麦畑」                           |       | 早坂文雄   | 0:27 |
| 21.                | 「勘兵衛の怒り」                   |       | 早坂文雄   | 2:15 |
| 22.                | 「間奏曲」                         |       | 早坂文雄   | 5:18 |
| 23.                | 「刈り入れ」                       |       | 早坂文雄   | 2:05 |
| 24.                | 「利吉の葛藤」                     |       | 早坂文雄   | 1:51 |
| 25.                | 「平八と利吉」                     |       | 早坂文雄   | 0:57 |
| 26.                | 「農村風景」                       |       | 早坂文雄   | 2:35 |
| 27.                | 「弱虫、侍のくせに」               |       | 早坂文雄   | 1:49 |
| 28.                | 「野武士の予兆」                   |       | 早坂文雄   | 0:26 |
| 29.                | 「夜討へ」                         |       | 早坂文雄   | 0:55 |
| 30.                | 「旗」                             |       | 早坂文雄   | 0:20 |
| 31.                | 「突然の再会」                     |       | 早坂文雄   | 0:25 |
| 32.                | 「素晴らしい侍」                   |       | 早坂文雄   | 2:29 |
| 33.                | 「野武士は見えず」                 |       | 早坂文雄   | 1:00 |
| 34.                | 「菊千代の奮起」                   |       | 早坂文雄   | 0:49 |
| 35.                | 「代償」                           |       | 早坂文雄   | 1:07 |
| 36.                | 「逢瀬」                           |       | 早坂文雄   | 1:01 |
| 37.                | 「万造と志乃」                     |       | 早坂文雄   | 1:02 |
| 38.                | 「田植え唄」                       |       | 早坂文雄   | 1:22 |
| 39.                | 「エンディング」                   |       | 早坂文雄   | 0:43 |
| 合計時間:          | 合計時間:                          | 62:14 |            |      |

### 完成
1954年4月18日に音楽ダビングが終了し、その次に三縄一郎による効果音のダビングが行われた。決戦シーンの泥の効果音は、水槽に壁土を混ぜた泥水を入れ、それをスタッフが踏んで再現した。4月20日にすべてのダビングが終了し、その日の夜10時に東宝本社で完成試写が行われた。
東宝宣伝部の斎藤忠夫によると、本作の製作費などのデータは黒澤の希望で、宣伝のためのマスコミ発表用の水増し分を抜いて正確に広報された。そのデータでは、製作費は2億1000万円となっており、これは当時の普通作品の7本分に匹敵する金額となった。そのうちオープンセットが3500万円、俳優費が7000万円、ロケ費が2000万円で、これらにフィルム費などを合わせた直接費だけで1億3000万円もかかっている。『映画年鑑 1955年版』によると、直接費は1億2560万円で、プリント費や宣伝費を含めて2億1300万円としている。

## スタイル

### 影響
七人の侍のキャラクター設定は、初めに構想していた企画『日本剣豪列伝』で描こうとした実在の剣豪の逸話からインスピレーションを受けている。勘兵衛が頭を丸めて強盗を殺すエピソードは、『本朝武芸小伝』にある上泉信綱が強盗から子供を救出する逸話を元にしている。五郎兵衛が勘兵衛の腕試しを見抜くエピソードは、柳生但馬が自分の息子にやらせてみた話を元にしている。橋本によると、五郎兵衛は塚原卜伝、久蔵は宮本武蔵からキャラクターを参考にしたという。
本作の脚本は、黒澤が愛読するトルストイの長編小説『戦争と平和』と、アレクサンドル・ファジェーエフの長編小説『壊滅』の影響を受けている。また、ストーリー構成はドヴォルザークの「新世界より」の影響を受けており、黒澤は脚本執筆時に「ニューワールド（新世界より）を原作にしてやってみよう」と語ったという。黒澤は撮影期間中に何度もこの曲を聴いており、この曲から野武士が襲来するシーンなどのイメージを膨らませていた。
ジョン・フォードを尊敬していた黒澤は、本作でアメリカの西部劇のスタイルを意識している。馬が駆けるシーンでは、フォードの西部劇のように砂煙を立たせるため、廃材を燃やした木灰を撒いた。もともと木灰は馬の走る路面を固めるために撒いたもので、馬を走らせて砂埃が舞い上がり、誰かが「あれ、砂埃だけはジョン・フォード並みだぜ」と冷やかすと、黒澤は「そうだ、ジョン・フォード並みに派手にいこう」と言ってそのまま取り入れたという。クライマックスの豪雨の決戦シーンは、西部劇では常に晴れていて砂煙が定番であることから、黒澤がそれに対して「だったら、こちらは雨で行こう」と発想したことで生まれた。

### 時代劇映画の革新
黒澤は本作で「本物の時代劇」を作ろうとした。それまでの時代劇映画は歌舞伎の影響を強く受けており、殺陣は歌舞伎的に立回りの形を美しく演じるもので、衣装や風俗なども歌舞伎で美化されて変形されたものが多かった。そこで黒澤は既成の時代劇の安易な作り方を排したリアルな作品を撮ろうと考えた。黒澤は次のように語っている。
黒澤は日本画家の前田青邨に時代考証を依頼し、前田は弟子の江崎孝坪を推挙した。前田が従来の時代劇のカツラを「虎屋の羊羹みたいな髷がのっているのは言語道断、もっと剃り込んでいて低いはずだ」と指摘したことから、本作のカツラは月代を耳の上くらいまで剃り込み、側面の髪を低くしている。カツラを制作した山田順二郎は、 素材の羽二重を工夫して凹凸頭のかつらを作り、本物に近いリアルな質感を出した。衣裳は江崎がデザインし、それを元に京都衣裳が約300着を作った。衣裳を古びたものにするため、京都で染めたものを川に漬けて何日も晒し、それを泥の中に埋め、さらにそれを洗って軽石でこするという作業を2か月も続けた。土屋によると、衣裳を毎日家に持ち帰って着て汚したという。鎧兜は甲冑師の明珍宗恭が手がけ、菊千代の兜には国宝級のものが使われた。
史料は助監督たちが東京大学史料編纂所や東京国立博物館などに通って集めたが、百姓のリアルな生活を調べるには資料が少なかったため、美術助手は奥多摩や白川郷に行って、古い家屋や農具などをスケッチした。豪農家のセットは、美術助手の村木与四郎が奥多摩で見つけた長屋門を参考にした。こうした調査を元に作られた農家や木賃宿のセットは、「焼き板」という技法で古い質感を再現した。焼き板は木材に光沢と木目が浮かび上がるようにする技法で、木材を焚き火の灰にくべて蒸焼きにしたあと、金属ブラシでこすって木目を浮かび上がらせ、さらに泥絵具を塗って拭き取って木目の上に黒みを出し、それにワックスをかけて磨くことで光沢を出した。この技法は黒澤映画でよく用いられ、板を磨く作業は黒澤組の日課としてスタッフ総出で行い、黒澤も率先して作業した。
小國によると、黒澤は「一人の人間が何十人もの相手を斬るって言うのは嘘だ」と語っており、「何十本もの刀を用意して刀を替えながら戦った」という剣の名人の足利義輝に倣って、菊千代に刀を地面に立てさせ、何人か斬る毎に刀を替える場面を挿入している。小國は「そういうふうなことを、彼（黒澤）はやたらに一生懸命勉強したわけですよ。立ち回りでもなんでもね。その努力のたまものですよ、あの場面の張りつめた面白さは」と語っている。
野武士役の1人である中島春雄は、リハーサルで斬られて「うわーっ」と叫びながらもがく演技を行ったところ、黒澤から「時代劇の芝居をするな」と言われ戸惑い、黒澤が自然なリアリティを目指していることを理解したという。

### 技術的特徴
本作では黒澤映画の特徴的な撮影技法「マルチカム撮影法」を初めて導入した。マルチカム撮影法は1つのシーンを複数のカメラで同時撮影するという技法である。ただし、本作では意識的にマルチカム撮影法を導入したわけではなく、合戦や火事のシーンは撮り直しが出来ないため、その部分だけを数台のカメラで撮影し、フィルム編集で困らないようにするために用いられた。クライマックスの決戦シーンでは3台のカメラを使用したが、山塞焼き討ちのシーンでは8台ものカメラを使用した。その結果、アングルの豊かさと臨場感が増し、黒澤は次作の『生きものの記録』から本格的に導入した。
黒澤は本作で望遠レンズを本格的に使い始めた。望遠レンズは極端に画角が狭いため、被写体の遠近感が失われて縦に迫ってくるように見え、画面が充実して迫力が出るという効果がある。クライマックスの決戦シーンでは、複数カメラの1つとして望遠レンズを使い、登場人物の激しい表情を迫力を持って撮影することに成功している。堀川も「『七人の侍』の迫力は、この望遠レンズの作用が大きく貢献している」と述べている。撮影助手の斎藤孝雄によると、黒澤は「参考的に望遠レンズを使ってみて、良かったら次も使う」程度の考えで使用したというが、本作以降も黒澤は望遠レンズを多用した。
村人などが矢で射られるシーンは、従来通りにカットを分けて撮影してごまかすのではなく、ワンショットで見せるため、「テグス方式」を開発した。これは体の矢が当たるところに板を付け、そこからテグスを引っ張って矢の空洞に通し、弓で矢を射ると糸伝いに板に刺さるという方法である。しかし、テグスがたるむと板ではないところに刺さってしまい、実際に百姓娘役の記平佳枝はそれで背中に矢が刺さるという怪我をした。そこで釣り用のリールを使って絶えずテグスが張るようにした。この方法で左卜全演じる与平が矢に刺さるシーンが撮影され、スタッフの間では「卜全釣り」と呼ばれた。テグス方式は『蜘蛛巣城』の三船が矢に刺さるシーンでも使われた。

## 公開
1954年4月26日、本作はゴールデンウィーク興行として日本国内で劇場公開された。上映時間がとても長いため、オリジナル版は都市部の映画館で上映され、地方では短く編集されたものが上映された。配給収入は2億6823万円で、同年度の邦画配給収入ランキングで3位になる興行的成功作となった。東宝はこの大ヒットにより、系列館以外の映画館に本作を上映する条件として、他の東宝作品を10本買うことを要求したという。
アメリカでは、1956年7月にロサンゼルスの劇場で6日間だけ上映され、アカデミー賞の選考にかけられたあと、同年11月に短縮版が『The Magnificent Seven』の題名で正式公開された。この題名はリメイク作『荒野の七人』の原題と同じである。

### 短縮版
本作は海外輸出用に、黒澤自身が160分に再編集した「短縮版」が作られ、ヴェネツィア国際映画祭でもこの版が出品された。1954年9月12日に日本でも短縮版が公開され、1955年と1967年に再公開したときもやはり短縮版で上映された。アメリカやドイツでは短縮版をさらにカットしたものが上映された。西村雄一郎によると、フランスでは配給会社が勝手にカットした100分版が上映されたこともあったという。
短縮版には、カットされたシーンに関する説明字幕はなく、菊千代にスポットが当たるように編集されている。また、当時の東宝の新設備であるテープレコーダーを活用し、音楽の若干の早回しや、カットの辻褄を合わせるためオリジナルキャストによる数箇所のセリフの新規アフレコが行われている。早坂の新規録音（同時期に録音されながら全長版で未使用になっていた可能性もある）音楽はオリジナル版にはない箇所に多数使用されている。新録曲はサントラCDにも収録されていないが、エンドタイトルのファンファーレ曲のみBlu-ray Discのメニュー画面で聴くことが出来る。現在はドイツでリリースされているDVD（PAL版）のみで編集した160分版を見ることが出来るが、音声はドイツ語吹替、現地オリジナルのBGMなど、原型を留めてはいない。日本語トラックも編集された映像を元にオリジナル版をシンクロさせただけのものであり、新録音声を聴くことはできない。

### オリジナル版の再公開
1975年9月20日、東宝により4チャンネルステレオによる完全オリジナル版が国内で公開された。これは本作の6ミリテープが存在していたことから、当時流行していた4チャンネルステレオ版での再公開が持ち上がったことで作られ、サラウンド感を出すためBGMに擬似ステレオ処理を施した上でいくつかの効果音を挿入している。この4チャンネルステレオ版には、1969年にTBSが本作を初めてテレビ放映したときに、黒澤の指令で三船と野武士の声を録り直して作ったテープが流用された。
その後、ドルビーサラウンドによる完全オリジナル版が作られ、1991年8月27日に日劇東宝で招待試写が行われたあと、11月2日に東宝洋画系で公開された。このドルビーサラウンド版には、人を斬るときの斬殺音が追加された。
海外でも、1980年代以降からオリジナル版が公開されるようになった。アメリカでは、1983年にオリジナル版が正式公開された。2002年にもオリジナル版が再公開され、北米初公開から40年以上も経過していながらも27万1800万ドルの興行収入をあげた。

### 4Kリマスター版
本作は現存フィルムを元に4K解像度で修復が行われた。東宝の保管庫を調査した際にオリジナルネガが発見できなかったため、最も状態の良かったマスターポジ（オリジナルネガを焼いたもの）とデュープネガ（マスターポジの複製）が用いられた。マスターポジには繰り返しデュープネガを作った影響で傷や洗浄不可能なホコリがあり、部分によっては数コマ欠損している場合もあった。修復作業では3種類のソフトウェアを使い分けて傷や汚れを消したり、欠損したコマに前後のコマを合成するなどが行われた。さらに音声もフィルムに焼き付けられている音声画像を直接デジタルに変換する方法で取り込み、ノイズを除去することで原音に近いものを再現している。
4Kリマスター版は、2016年2月23日に関係者向けに公開されたあと、9月の第73回ヴェネツィア国際映画祭のクラシック部門で上映され、10月8日から午前十時の映画祭で一般公開された。野上照代は4Kリマスター版を見て、「黒澤さんにも見せたかった」と目に涙を浮かべながら語り、音声修復について「三船ちゃんもセリフがわからないって言われていて、かわいそうだった。（リマスター版では）よく分かりますね」と述べている。2024年夏に、70周年記念で全米の映画館で公開された。

## 評価

### 批評家の反応
日本で初公開された当初は、娯楽映画に冷淡な批評家から軽視され、決して高い評価を受けることはなかった。第28回キネマ旬報ベスト・テンでは3位に選ばれた。その後国内での評価が高まり、キネマ旬報で10年毎に批評家らが選出した「日本映画史上のベスト・テン」では、1979年、1989年、1999年でいずれも1位に選ばれた。
本作は海外の映画批評家からも高く評価された。アーサー・ナイトは『ザ・サタデー・レビュー』で、「ディテールの多さ、人物描写の豊かさ、アクションの力強いクオリティ、そしてすべてのシークエンスで黒澤が見せる技術面での妙技、それらがこの作品の尽きない魅力となっている」と評した。ロサンゼルス・タイムズ紙のケヴィン・トマスは、「『七人の侍』の息が長いのは、演出スタイルが華麗であるからではなく、皮肉なスタイルを交えながらも、人生と人間らしい心を強く肯定したメッセージが、高らかに宣言されているからである」と肯定的に評価した。ワシントン・ポスト紙のデッソン・トムソンは、「史上最高のアクション映画」としている。ロジャー・イーバートは本作に最高評価の星4つを与え、自身が選ぶ最高の映画のリストに加えている。
映画批評集積サイトのRotten Tomatoesには86件のレビューがあり、批評家支持率は100%で、平均点が9.60/100という高評価を獲得している。同サイトの「アートハウス＆国際映画トップ100」では3位、「アクション＆アドベンチャー映画トップ100」では10位にランクされている。Metacriticには6件のレビューがあり、加重平均値が98/100となっている。

### 映画監督の反応
本作は多くの映画監督からも高い評価を受けている。アンドレイ・タルコフスキーは好きな作品の1本に挙げており、雨や土などの自然描写に影響を受けた。ジョージ・ルーカスはUSCの映画学科で学んでいる時に、本作を見て大きな衝撃を受けた。後にルーカスは「『七人の侍』は私に途方もない衝撃を与えた。私はそれまであのように力強く、しかも映画的なものを見たことがなかった。私がその文化や伝統を理解していない事など問題にならないくらい、とても激しく感動した」と語っている。ジョン・ウーは映画を撮る前に必ず本作を見直しており、「あらゆるアクション映画の模範であり、私にとって教科書のようなものです」と語っている。
また、マーティン・スコセッシは「若手映画製作者のための39本の外国語映画」のリストに選出した。テリー・ギリアムも自身の人生と作品に影響を与えた映画の中で、「映画を監督したいと思わせた映画」として選出した。ほかにも、ジョン・ミリアス、ジョン・ブアマン、ジム・ジャームッシュ、北野武、アンドレイ・コンチャロフスキー、リチャード・レスター、マーティン・マクドナー、ポール・グリーングラス、ジョージ・ミラー などが、本作を好きな作品に挙げたり、ベスト作品の1本に選出したりしている。

### 受賞とノミネートの一覧
| 賞                           | 部門                 | 対象     | 結果       | 出典    |
| ---------------------------- | -------------------- | -------- | ---------- | ------- |
| ヴェネツィア国際映画祭       | 金獅子賞             | 黒澤明   | ノミネート | [ 104 ] |
| ヴェネツィア国際映画祭       | 銀獅子賞             | 黒澤明   | 受賞       | [ 104 ] |
| キネマ旬報ベスト・テン       | 日本映画ベスト・テン |          | 3位        | [ 4 ]   |
| 毎日映画コンクール           | 男優助演賞           | 宮口精二 | 受賞       | [ 105 ] |
| ブルーリボン賞               | 音楽賞               | 早坂文雄 | 受賞       | [ 106 ] |
| 都民映画コンクール           | 銀賞                 |          | 受賞       | [ 34 ]  |
| 日本映画技術賞               | 撮影                 | 中井朝一 | 受賞       | [ 107 ] |
| 日本映画技術賞               | 美術                 | 松山崇   | 受賞       | [ 107 ] |
| 英国アカデミー賞             | 総合作品賞           |          | ノミネート | [ 108 ] |
| 英国アカデミー賞             | 外国男優賞           | 三船敏郎 | ノミネート | [ 108 ] |
| 英国アカデミー賞             | 外国男優賞           | 志村喬   | ノミネート | [ 108 ] |
| アカデミー賞                 | 美術賞 (白黒部門)    | 松山崇   | ノミネート | [ 109 ] |
| アカデミー賞                 | 衣裳デザイン賞       | 江崎孝坪 | ノミネート | [ 109 ] |
| ニューヨーク映画批評家協会賞 | 外国語映画賞         |          | ノミネート | [ 104 ] |
| ユッシ賞                     | 外国監督賞           | 黒澤明   | 受賞       | [ 104 ] |
| ユッシ賞                     | 外国男優賞           | 志村喬   | 受賞       | [ 104 ] |

### ランキング入り
| 年     | 媒体・団体                       | 部門                                       | 順位 | 出典    |
| ------ | -------------------------------- | ------------------------------------------ | ---- | ------- |
| 1979年 | キネマ旬報                       | 日本映画史上ベスト・テン                   | 1位  | [ 5 ]   |
| 1989年 | キネマ旬報                       | 日本映画史上ベスト・テン                   | 1位  | [ 5 ]   |
| 1995年 | キネマ旬報                       | 日本映画オールタイム・ベストテン           | 2位  |         |
| 1995年 | キネマ旬報                       | 世界映画オールタイム・ベストテン           | 1位  | [ 5 ]   |
| 1999年 | キネマ旬報                       | オールタイム・ベスト100 日本映画編         | 1位  | [ 110 ] |
| 2009年 | キネマ旬報                       | オールタイム・ベスト映画遺産200 日本映画篇 | 2位  | [ 111 ] |
| 1982年 | 英国映画協会 Sight&Sound         | 批評家が選ぶ史上最高の映画ベストテン       | 3位  | [ 112 ] |
| 1992年 | 英国映画協会 Sight&Sound         | 批評家が選ぶ史上最高の映画ベストテン       | 17位 |         |
| 1992年 | 英国映画協会 Sight&Sound         | 映画監督が選ぶ史上最高の映画ベストテン     | 10位 | [ 113 ] |
| 2002年 | 英国映画協会 Sight&Sound         | 批評家が選ぶ史上最高の映画ベストテン       | 11位 | [ 114 ] |
| 2002年 | 英国映画協会 Sight&Sound         | 映画監督が選ぶ史上最高の映画ベストテン     | 9位  | [ 115 ] |
| 2012年 | 英国映画協会 Sight&Sound         | 批評家が選ぶ史上最高の映画ベストテン       | 17位 | [ 116 ] |
| 2012年 | 英国映画協会 Sight&Sound         | 映画監督が選ぶ史上最高の映画ベストテン     | 17位 | [ 117 ] |
| 1989年 | 文藝春秋                         | 大アンケートによる日本映画ベスト150        | 1位  |         |
| 1995年 | タイムアウト                     | 最高の映画100本                            | 5位  | [ 118 ] |
| 2019年 | タイムアウト                     | 史上最高のアクション映画ベスト101          | 2位  | [ 119 ] |
| 2000年 | ヴィレッジ・ヴォイス             | 20世紀の映画ベスト100                      | 23位 | [ 120 ] |
| 2008年 | エンパイア                       | 歴代最高の映画500本                        | 50位 | [ 121 ] |
| 2010年 | エンパイア                       | 史上最高の外国語映画100本                  | 1位  | [ 122 ] |
| 2008年 | カイエ・デュ・シネマ             | 史上最高の映画100本                        | 57位 | [ 123 ] |
| 2010年 | トロント国際映画祭               | エッセンシャル100                          | 6位  | [ 124 ] |
| 2013年 | エンターテイメント・ウィークリー | オールタイムベスト100                      | 17位 | [ 125 ] |
| 2015年 | 釜山国際映画祭                   | アジア映画ベスト100                        | 6位  | [ 126 ] |
| 2018年 | BBC                              | 史上最高の外国語映画ベスト100              | 1位  | [ 7 ]   |
| N/A    | TSPDT                            | 最高の映画1000本                           | 10位 | [ 127 ] |
| N/A    | IMDb                             | IMDbユーザーが選ぶ最高の映画ベスト250      | 19位 | [ 128 ] |

## 影響・リメイクなど
1960年公開のジョン・スタージェス監督のアメリカ映画『荒野の七人』は、本作を西部劇にリメイクした作品である。元々は主演のユル・ブリンナーが映画化の話を持ちかけ、プロデューサーのウォルター・ミリッシュが東宝から正式に権利許諾を得て映画化した。黒澤はこの映画について、「ガンマンは侍じゃないよ」と語り、リメイクすることには「バカなことはやめてもらいたい。意味ないでしょ」と語っている。その後、『荒野の七人』の続編として、 1966年公開の『続・荒野の七人』、1969年公開の『新・荒野の七人 馬上の決闘』、1972年公開の『荒野の七人・真昼の決闘』が作られた。また、本作を基にした『荒野の七人』のリメイク作として、1980年公開のジミー・T・ムラカミ監督作『宇宙の7人』、2016年公開のアントワーン・フークア監督作『マグニフィセント・セブン』がある。
他にも多くの外国映画に影響を与えた。アクションシーンでスローモーションを使用する手法は、1967年公開のアーサー・ペン監督作『俺たちに明日はない』と、1969年公開のサム・ペキンパー監督作『ワイルドバンチ』に影響を与えた。マカロニ・ウエスタンには1965年公開のマルコ・ヴィカリオ監督作『黄金の七人』など、本作の形式だけを借りた作品も多い。香港や台湾の武侠映画では、1975年公開のキン・フー監督作『忠烈図』や、1984年公開の王童監督作『策馬入林』などに影響を与えた。1975年公開のラメーシュ・シッピー監督のインド映画『炎』は、本作と『荒野の七人』のスタイルやストーリーの影響を受けている。
ロサンゼルス・ヘラルド・エグザミナー紙は、ハリウッドの映画監督に与えた影響について、「監督がこの作品のために編み出した、鮮やかなアクション技術、つまりマルチカム撮影や、戦闘シーンのスローモーション撮影、ロングレンズを使用した群衆の強調技術は、その後何十年にもわたり、多くの映画監督に多大な影響を与えてきた。黒澤らしい発案は、アーサー・ペンやサム・ペキンパー、ウォルター・ヒル、フランシス・フォード・コッポラ、ジョージ・ルーカス、ジョージ・ミラーなど、才能あふれる『侍』ファンの、ベーシックな技術となった」と述べている。
特にスター・ウォーズシリーズでは、本作の影響を大きく受けていることが知られ、派生作品のローグ・ワン/スター・ウォーズ・ストーリーは、監督を務めたギャレス・エドワーズが、来日の際の記者会見で、本作に影響されたものと語っている。シルヴェスター・スタローン、ジェイソン・ステイサム、ジェット・リーなど主役級のアクション俳優が共演した『エクスペンダブルズ』（2010年）も『七人の侍』をヒントに製作したとスタローンは述べている。
本作は日本国内の漫画やアニメにも影響を与えた。富野由悠季原作の漫画『機動戦士クロスボーン・ガンダム 鋼鉄の7人』(2006～07年連載)は本作がイメージのベースとなっている。 1984年放送のテレビアニメ『キン肉マン 決戦!7人の正義超人vs宇宙野武士』の大筋は本作のパロディとなっている。2004年放送のテレビアニメ『SAMURAI 7』は本作のリメイクだが、物語設定は原作通りではなく、未来の惑星戦争の世界を舞台とするSF冒険活劇となっている。アニメ映画では、1997年公開の『クレヨンしんちゃん 暗黒タマタマ大追跡』に登場する「珠由良七人衆」が七人の侍をモデルにしており、2015年公開の『名探偵コナン 業火の向日葵』に登場する「7人のサムライ」が本作に由来している。
また、海外のアニメーション映画にも影響を与えた。1998年公開のピクサー映画『バグズ・ライフ』は本作との類似点が指摘されている。2010年放送のアメリカのテレビアニメ『スター・ウォーズ/クローン・ウォーズ』第2シーズンの第17話「七人の傭兵」は本作をオマージュしており、本編冒頭に「in memory of Akira Kurosawa」のテロップが挿入されている。2018年公開のウェス・アンダーソン監督作『犬ヶ島』には、早坂が作曲した「勘兵衛と勝四郎～菊千代のマンボ」がサウンドトラックで使用された。
2018年に結成したジャニーズJr.のグループ「7 MEN 侍」のグループ名は、ジャニー喜多川が本作から名付けた。
フジテレビでかつて放送されていたバラエティ番組「めちゃ2イケてるッ!」で2000年3月から1年ほど放送されていたゲームコーナー「七人のしりとり侍」はこの映画のタイトルを捩ったものであり、ナインティナイン、極楽とんぼ、よゐこ、武田真治の7人が扮する登場人物も、映画の登場人物である侍7人の名前を捩ったものであった。

## 漫画版
- 七人の侍 上下巻（劇画：さいとう・たかを。1997年、中央公論社）
- 七人の侍（劇画：ケン月影。2012年、講談社。初出は『週刊少年マガジン』、1970年）

## 派生作品
※発表年順
ゲーム
- SEVEN SAMURAI 20XX（2004年、発売：サミー、開発：ディンプス、ポリゴンマジック）

本作をモチーフに、舞台を未来世界に移したアクションゲーム。キャラクター・コンセプトはメビウス・ジャン・ジロー、オープニング＆エンディングテーマ制作は坂本龍一。イメージキャラクターはSAYAKA。
アニメ
- SAMURAI 7（2004年、GONZO）

パチンコ機
- CR七人の侍（2008年、ビスティ）

監督は中野裕之、衣裳デザインはワダエミ。出演はJJサニー千葉（島田勘兵衛）、田口トモロヲ（片山五郎兵衛）、六平直政（七郎次）、田中要次（平八）、吹越満（久蔵）、魔裟斗（岡本勝四郎）、永瀬正敏（菊千代）、笹野高史（儀作）、麻生久美子（志乃）。
舞台
- KANSAI SUPER SHOW 七人の侍（2010年）

演出、製作総指揮は山本寛斎。出演は堂本光一、仲里依紗、魔裟斗、上島竜兵、森山開次、池谷幸雄、柄本明など。